# Argyrolepidia thoracophora
Argyrolepidia thoracophora là một loài bướm đêm trong họ Noctuidae.